# 마틴 스미스 (음악 그룹)
마틴 스미스(Martin Smith)는 대한민국의 남성 듀오이다.

## 음반 목록

### 싱글
- 〈알고싶어〉 (2016)
- 〈봄 그리고 너〉 (2017)
- 〈내일의 날씨〉 (2017, 마술학교 OST)
- 〈그때의 온도〉 (2017, 멜로홀릭 OST)
- 〈집 앞〉 (2018, with 리나)

### EP
- SLATE (2018)

## 출연 작품

### 텔레비전 프로그램
- 《슈퍼스타K 7》 (2015) - 참가자